# عبد الله الشامي
عبد الله الشامي مراسل شبكة الجزيرة الأخبارية، اعتُقل من قبل السلطات المصرية بعد انقلاب 3 يوليو 2013 أثناء تغطيته فض اعتصام رابعة العدوية يوم 14 أغسطس 2013.

## مسيرته
شارك في تغطية أحداث الثورة الليبية، حيث شهد حصار مصراتة من قبل قوات القذافي، كما شارك في تغطية الحرب في مالي، بالإضافة للعديد من التقارير التي أعدها من جنوب أفريقيا والقاهرة وأبوجا بالإضافة لتقارير أعدها من مكتب الجزيرة في أنقرة تتعلق بالشأن السوري.

## الاعتقال
وعاد عبد الله مرة أخرى إلى القاهرة حيث أوفدته الجزيرة قبل 3 يوليو لتغطية الأحداث في مصر ثم بعد ذلك المشاركة في تغطية التظاهرات المطالبة بعودة الرئيس المصري محمد مرسي
،وأخرج عبد الله الشامي عددا من التقارير أثناء وجوده بميدان رابعة العدوية.

### المطالبة بالإفراج عنه
- طالبت شبكة الجزيرة الإعلامية بالإفراج عنه [2]
- و كذلك طالبت منظمة هيومن رايتس واتش السلطات المصرية بالإفراج الفوري عن عبد الله الشامي وقال جو ستورك نائب مدير الشرق الأوسط وشمال أفريقيا في منظمة هيومن رايتس ووتش، إن “ممارسة الصحافة ليست جريمة”، وأضاف أن ” تجاهل مصر للحقوق الأساسية مثل حرية التعبير هو بمثابة الصدمة”.[3]
- نظمت شبكة الجزيرة عدة وقفات احتجاجية في مقرها بالدوحة وبعض العواصم الغربية للمطالبة بالإفراج عنه.[4]

### إضرابه عن الطعام
دخل الشامي في إضراب عن الطعام منذ 21 يناير/كانون الثاني 2014، اعتراضاً على طول فترة حبسه الاحتياطي من دون إحالته إلى محاكمة، ورفض الاستئناف لإخلاء سبيله، فضلاً عن أوضاع حبسه السيئة.
و أضربت زوجته عن الطعام تضامنا معه حتي تم إخلاء سبيله.
و استمر إضرابه عن الطعام 130 يومًا.

## الإفراج عنه
اصدر المدعي العام قرارًا باخلاء سبيل 13 محجوزًا بينهم صحفي قناة الجزيرة عبد الله الشامي، وأٌطلق سراحه في 17 يونيو 2014 